# Liste von Kunstwerken im öffentlichen Raum in Dortmund
Die Liste von Kunstwerken im öffentlichen Raum in Dortmund gibt einen Überblick über Kunst im öffentlichen Raum, unter anderem Skulpturen, Plastiken, Landmarken und andere Kunstwerke in Dortmund. Es besteht kein Anspruch auf Vollständigkeit.

## Kunstwerke in Dortmund
| Bezeichnung                                | Standort                                                             | Koordinate                  | errichtet | Künstler                                                                           | Anmerkungen | Bild           |
| ------------------------------------------ | -------------------------------------------------------------------- | --------------------------- | --------- | ---------------------------------------------------------------------------------- | --- | -------------- |
| Große Flora D                              | Katharinenstr. / Kampstraße                                          | 51° 30′ 55″ N, 7° 27′ 36″ O | 1980      | Fritz Koenig                                                                       | Bronze, ca. 4 m hoch. Das Kunstwerk ist nicht mehr vorhanden. |                |
| Drei Musen                                 | Freistuhl 2 / Kampstraße                                             | 51° 30′ 56″ N, 7° 27′ 42″ O | 1988      | Theodor Uhlmann                                                                    | Bronze |                |
| Chip                                       | Platz von Amiens / Museumsgasse                                      | 51° 30′ 59″ N, 7° 27′ 45″ O | 2007      | Stefan Sous                                                                        | Stahlblech lackiert |                |
| Die Trauernden                             | Museumsgasse/Hansastraße 3, am Museum für Kunst und Kulturgeschichte | 51° 30′ 59″ N, 7° 27′ 48″ O | 1924      | Friedrich Bagdons                                                                  | Stein, Die Inschrift: „Wuchtend und Weh wie ein Alp lastet die Not auf dem Volke“, erinnert an die Inflations- und Besatzungszeit nach dem Ersten Weltkrieg.              |                |
| Kommunikation?                             | Kampstraße (Höhe Petergasse)                                         | 51° 30′ 54″ N, 7° 27′ 45″ O | 1982      | Heinrich Brockmeier                                                                | Bronze auf Betonsockel |                |
| Brunnenplastik                             | Westenhellweg (Ecke Petrikirchhof)                                   | 51° 30′ 52″ N, 7° 27′ 38″ O | 1982      | Walther Hellenthal                                                                 | Edelstahl |                |
| Steinstele und Steinblock                  | Kolpingstraße am Westenhellweg                                       | 51° 30′ 51″ N, 7° 27′ 42″ O |           |                                                                                    | Stein |                |
| Buffalo Bison                              | Kampstraße (U-Bahn Haltestelle Westentor)                            | 51° 30′ 52″ N, 7° 27′ 21″ O |           |                                                                                    | Bronze auf Steinsockel – Schenkung der Bürger von Buffalo (USA) zur 1100-Jahr-Feier der Partnerstadt Dortmund                                                             |                |
| Fortuna                                    | Hiltropwall 16 (Eingang Landeszentralbank)                           | 51° 30′ 42″ N, 7° 27′ 32″ O | 1954      | Gerhard Marcks                                                                     | Bronze vergoldet |                |
| Pferdeskulpturen mit Brunnen               | Hoher Wall (Postgiroamt)                                             | 51° 30′ 34″ N, 7° 28′ 3″ O  | 1955      | Willy Meller                                                                       | Granit, Brunnen mit Gebüsch bepflanzt | weitere Bilder |
| Brunnenanlage                              | Hiltropwall (Schauspielhaus)                                         | 51° 30′ 42″ N, 7° 27′ 37″ O |           |                                                                                    | |                |
| Szenario                                   | Hiltropwall (Schauspielhaus)                                         | 51° 30′ 41″ N, 7° 27′ 38″ O | 1986      | Bernd Altenstein                                                                   | Bronze |                |
| Gauklerbrunnen                             | Stadtgarten, Hansastraße/Südwall                                     | 51° 30′ 38″ N, 7° 27′ 50″ O | 1982      | Eberhard Linke                                                                     | Bronze, Beton, Klinker, Pflastersteine |                |
| Bierkutscher                               | Stadtgarten (Nähe Friedensplatz / Rathaus)                           | 51° 30′ 39″ N, 7° 27′ 56″ O | 1964/1980 | Artur Schulze-Engels                                                               | Bronze auf Steinsockel |                |
| Friedenssäule                              | Friedensplatz (Dortmunder Rathaus)                                   | 51° 30′ 41″ N, 7° 27′ 59″ O | 1989      | Susanne Wehland                                                                    | Roter Granit, Bronze, Blattgold auf Steinsockel |                |
| Energiesäulen                              | Kleppingstr. / Günter-Samtlebe-Platz 1, vor DEW21 GmbH               | 51° 30′ 38″ N, 7° 28′ 7″ O  |           | Michael Odenwaeller                                                                | |                |
| Freiplastik „I/G9“                         | Ruhrallee / Südwall                                                  | 51° 30′ 33″ N, 7° 28′ 4″ O  | 1969      | Karl J. Dierkes                                                                    | Alublech poliert auf Betonsockel |                |
| Kosaken-Pferde                             | Platz Rostow am Don (U-Bahn Haltestelle Stadthaus)                   | 51° 30′ 30″ N, 7° 28′ 8″ O  | 1989      | Alexey Karkhow                                                                     | Bronze auf Betonsockel |                |
| Säulenwand                                 | Olpe (Ostwall)                                                       | 51° 30′ 47″ N, 7° 28′ 17″ O | 1969      | Gerlinde Beck                                                                      | Chromnickelstahl, Lack |                |
| Eisenplastik                               | Olpe (Ostwall), Baukunstarchiv NRW                                   | 51° 30′ 47″ N, 7° 28′ 16″ O | 1985/1988 | Wilfried Hagebölling                                                               | Stahl, die Skulptur rechts im Bild |                |
| Eisenplastik                               | Olpe (Ostwall), Baukunstarchiv NRW                                   | 51° 30′ 47″ N, 7° 28′ 19″ O | 1983      | Ansgar Nierhoff                                                                    | Chromnickeledelstahl, Lackfarbe |                |
| Liegende Zylinderplastik                   | Olpe (Ostwall), Baukunstarchiv NRW                                   |                             | 1981      | Heinz-Günter Prager                                                                | Corten-Stahl |                |
| Fassadenkletterer                          | Olpe (zwischen Haus 12 und 14)                                       | 51° 30′ 45″ N, 7° 28′ 11″ O |           |                                                                                    | Bronze |                |
| Cerchio spezzato No. 5                     | Ostwall, Höhe Arndtstr./Baukunstarchiv NRW                           |                             | 1971      | Giuseppe Spagnulo                                                                  | Eisen, schwarz lackiert |                |
| Figur B-1                                  | Ostwall, Höhe Arndtstr./Baukunstarchiv NRW                           |                             | 1966      | Friedrich Gräsel                                                                   | Eternitrohre, schwarz lackiert |                |
| Vorstreben                                 | Kaiserstr. 15                                                        | 51° 30′ 50″ N, 7° 28′ 32″ O | 1986/1987 | Ruhrkohle AG                                                                       | Auftraggeber: Verein „Kunst in der Kaiserstr.“ |                |
| Zeitreise mit Menschen                     | Kaiserstr. 34                                                        | 51° 30′ 50″ N, 7° 28′ 36″ O | 1998      | Projekt der Hauptschule am Ostpark 1996/1998 Harald K. Müller, Haise-Maria Antonic | Beton |                |
| Bohrmeißel                                 | Kaiserstr.                                                           | 51° 30′ 49″ N, 7° 28′ 46″ O |           | Hoesch                                                                             | |                |
| Bohrkopf                                   | Kaiserstr.                                                           | 51° 30′ 48″ N, 7° 28′ 45″ O | 1986/1987 | Hoesch                                                                             | |                |
| Straßenkehrer                              | Kaiserstr. 65                                                        | 51° 30′ 48″ N, 7° 28′ 51″ O |           | Artur Schulze-Engels                                                               | Polyester |                |
| Pfennigroller                              | Kaiserstr. 61                                                        | 51° 30′ 48″ N, 7° 28′ 49″ O |           | Artur Schulze-Engels                                                               | Polyester |                |
| Kaiserbrunnen                              | Kaiserstr.                                                           | 51° 30′ 47″ N, 7° 28′ 57″ O |           |                                                                                    | |                |
| Bergmann                                   | Kaiserstr. 89                                                        | 51° 30′ 47″ N, 7° 28′ 58″ O |           |                                                                                    | |                |
| Absperrschieber                            | Kaiserstr. 116                                                       | 51° 30′ 48″ N, 7° 29′ 5″ O  | 1986/1987 | Stadtwerke Dortmund                                                                | Auftraggeber: Verein „Kunst in der Kaiserstr.“ |                |
| Betonskulptur                              | Kaiserstr. 124                                                       | 51° 30′ 47″ N, 7° 29′ 7″ O  |           |                                                                                    | |                |
| Summstein                                  | Kaiserstr. 124                                                       | 51° 30′ 48″ N, 7° 28′ 49″ O |           |                                                                                    | |                |
| Gruppe                                     | Kaiserstr. / Robert-Koch-Str.                                        | 51° 30′ 48″ N, 7° 29′ 10″ O | 1982      | Kuno Lange                                                                         | Polyester auf Betonsockel |                |
| Dortmunder Annäherung                      | Gerichtsplatz (Kaiserstraßenviertel)                                 | 51° 30′ 58″ N, 7° 28′ 41″ O | 2000      | Eberhard Linke                                                                     | Bronze |                |
| Lebensrhythmus                             | Kurfürstenstr. 1                                                     | 51° 31′ 11″ N, 7° 27′ 29″ O | 1988      | Michael Schwarze                                                                   | Bronze | weitere Bilder |
| Einkaufstag                                | Michaelisplatz, Westerbleichstr. / Leibnizstr.                       | 51° 31′ 18″ N, 7° 27′ 21″ O | 1982/1985 | Michael Odenwaeller                                                                | Bronze |                |
| Stählerner Baum                            | Park nördlich Dietrich-Keuning-Haus Leopoldstr. / Kurfürstenstr.     | 51° 31′ 24″ N, 7° 27′ 35″ O | 1983      | Carlernst Kürten                                                                   | Edelstahl | weitere Bilder |
| Ikarus                                     | Naturkundemuseum, Münsterstraße 271 (U-Bahn Haltestelle Fredenbaum)  | 51° 32′ 8″ N, 7° 27′ 28″ O  | 1980      | Michael Schwarze                                                                   | Bronze auf Betonsockel |                |
| Die Zoogucker                              | Haupteingang Dortmunder Zoo                                          | 51° 28′ 28″ N, 7° 28′ 2″ O  | 2004      | Bernd Moenikes                                                                     | Eiche, Bronze |                |
| Grosser Vogel                              | Rombergpark                                                          |                             | 2004      | Bernd Moenikes                                                                     | Eiche, Stahl |                |
| Die Sänger                                 | Rombergpark                                                          |                             | 2004      | Bernd Moenikes                                                                     | Eiche, Basalt |                |
| Willkommen (Madamme Körne)                 | Körner Park (Körner Hellweg / Heilbronnerstr.)                       |                             | 2009      | Shepard Matzikatire                                                                | Serpentin |                |
| Widderkopf                                 | Körner Park (Körner Hellweg / Heilbronnerstr.)                       |                             | 2011      | Albert Francis Steward                                                             | Dolomit |                |
| Blockhafter Körper, aus dem ein Korn keimt | Körner Park (Körner Hellweg / Heilbronnerstr.)                       |                             | 2011      | Christoph Ihrig                                                                    | Bergischer Granit |                |
| Mnais                                      | Große Heimstr. 5 (Dortmund West)                                     | 51° 30′ 21″ N, 7° 26′ 57″ O | 1958      | Gabriele Marwede                                                                   | Bronze auf Betonsockel |                |
| Speiender Knabe                            | Lange Straße 115 (Dortmund West)                                     | 51° 30′ 34″ N, 7° 26′ 29″ O | 1958      | Hermann Dubois                                                                     | Bronze auf gemauerten Steinsockel |                |
| Grosse Köpfe                               | Schleefstr. 5 (Dortmund Aplerbeck)                                   | 51° 30′ 5″ N, 7° 34′ 12″ O  | 1996      | Bernd Moenikes                                                                     | Eiche |                |
| Boot                                       | Rodenberg Schloßpark, Aplerbecker Markt                              |                             | 2006      | Bernd Moenikes                                                                     | |                |
| Weltreligionen                             | Kommende Dortmund, Brackeler Hellweg 144                             |                             | 1996      | Bernd Moenikes                                                                     | Anröchter Sandstein |                |
| Lonos                                      | HCC Skulpturenpark, Königswall 21                                    |                             | 1986      | Pit Kroke                                                                          | Stahl gestrichen |                |
| Bläserbrunnen                              | Markt                                                                | 51° 30′ 50″ N, 7° 27′ 59″ O | 1901      | Gerhard Janensch                                                                   | Bronze In 1964 wurde der Brunnen mit neue Wasserbecken umgebaut | Bläserbrunnen  |
| Broken Column                              | Steinstraße 39 (Grünfläche zwischen Agentur für Arbeit und Nordbad)  | 51° 31′ 17″ N, 7° 27′ 31″ O | 1993      | George Rickey                                                                      | Die aus Edelstahl gefertigte kinetische Skulptur hat eine Höhe von etwa 5,50 Meter und besteht aus drei sich durch Wind bewegende Elemente auf einem fest stehenden Teil. |                |